# بردگژدی
بردگژدی، روستایی از توابع بخش حتی شهرستان لالی در استان خوزستان ایران است.

## جمعیت
این روستا در دهستان حتی قرار دارد و براساس سرشماری مرکز آمار ایران در سال ۱۳۸۵، جمعیت آن ۹۷ نفر (۱۹خانوار) بوده‌است.